# کلیسای کاللیو
کلیسای کالْلیو (انگلیسی: Kallio Church)، (فنلاندی: Kallion kirkko, سوئدی: Berghälls kyrka) یک کلیسای لوتری در منطقه کالیوی هلسینکی در فنلاند است. این کلیسا یکی از مشهورترین مکان‌های دیدنی هلسینکی است.

## پیشینه
این بنا توسط معمار فنلاندی لارش سونک در سبک ملی‌گرایی رمانتیک با تأثیرات هنر نو طراحی شده‌است. اهالی هلسینکی این کلیسا را به دلیل مصالح بکار رفته در آن کلیسای گرانیت خاکستری نیز می‌نامند. سنگ بنای کلیسا در ۱۳ ژوئیه ۱۹۰۸ گذاشته شد و بنای کلیسا بین سال‌های ۱۹۰۸ و ۱۹۱۲ تکمیل گردید و توسط اسقف هرمان روبرگ در تاریخ ۱ سپتامبر ۱۹۱۲ رسماً افتتاح شد.

## معماری خارجی
لارش سونک سبک ملی‌گرایی رمانتیک را در عمل با استفاده از مصالح ساختمانی سنتی فنلاندی در بدنه عظیم کلیسا و همچنین در رنگ‌ها و نقوش تزئینی که از طبیعت این سرزمین الهام گرفته، نشان می‌دهد. تالار بزرگ کلیسای کالیو از آجرهای قرمز ساخته شده و با سنگ گرانیت فنلاندی پوشانده شده‌اند. ظرفیت این کلیسا ۱۱۰۰ نفر است. کلیسای کالیو به دلیل سیستم آکوستیک فنی و مطلوب مکانی مناسب برای برگزاری مراسم هااست.
این کلیسا ۶۵ متر ارتفاع دارد به گونه‌ای که خط ساحلی استونی از برج آن دیده می‌شود. صلیب کلیسا نیز ۹۴ متر بالاتر از سطح دریااست. کلیسا بر روی یک تپه واقع شده و نقطه انتهایی شمالی یک محور خیابانی به طول ۲٫۵ کیلومتر را تشکیل می‌دهد که از ۳ خیابان کوپرنیکوکسنکاتو، سیلتاسارا نناتو و اونیونینْکاتو تشکیل شده‌است. در طول جنگ جهانی دوم یک ایستگاه نظارت هوایی در برج کلیسا وجود داشت. پس از آن تا دهه ۱۹۷۰ این برج به عنوان یک نقطه محوری برای نقشه‌برداری زمین عمل می‌کرد.

## معماری داخلی
برای معماری داخلی کلیسای کالیو، لارش سونک هوشمندانه عمل کرد. اصرار او انتقال فضای معنوی و انتقال پیام اناجیل به فضای داخلی کلیسا بود، از این رو دیواره‌ها با نمادهای مسیحی مانند گل رز، نیلوفرها، شاخه‌های نخل، حلقه‌های‌گل برگ بو و مروارید تزئین شد.
نقاشی‌های دیواری در سبک هنر نو نیز در داخل کلیسا وجود دارد. محراب یک نقش برجسته چوبی است که توسط هانس آوتره در ۱۹۵۶ طراحی و ساخته شده‌است. در دهلیز کلیسا ۴ نقش برجسته گچی وجود دارد که یکی از آن‌ها عیسی را در حال شفا دادن یک مرد نابینا نشان می‌دهد. در سال ۱۹۳۲ چراغ‌های برنجی عظیم کلیسا توسط پاو تاینل طراحی شد.
در برج گرانیت این کلیسا ۷ زنگ از جنس برنز آلمانی وجود دارد. هر روز در ظهر و در ساعت ۶ عصر، یک آواز انحصاری (Lutheran chorale) که توسط ژان سیبلیوس آهنگساز برجسته فنلاندی برای کلیسای کالیو ساخته شده‌است، در ۴ زنگ نواخته می‌شود. ۳ زنگ بزرگ دیگر برای اعلام مراسم کلیسا به صدا در می‌آیند.

## گور لانه‌کبوتری
یک گور لانه‌کبوتری در سال ۱۹۹۱ در زیر کلیسای کالیو ساخته شد، که ظرفیت ۲۵۰۰ گلدان یا خاکستردان مردگان را دارد. طبق رسم برخی از اهالی هلسینکی می‌توان بعدها این خاکستر را در گور دفن کرد. این دخمه تنها زمانی قابل بازدید است که قرار باشد خاکستردان جدیدی در آن جاسازی گردد. خاکستردان‌ها حاوی بازمانده پیکر درگذشتگان است که از مرده‌سوزخانه به آنجا آورده می‌شود. بازدیدکنندگان با گل و شمع روشن به یادبود درگذشتگان خود، از در دیوار پشتی کلیسا به این محل راهنمایی می‌شوند.

## ارگ کلیسا

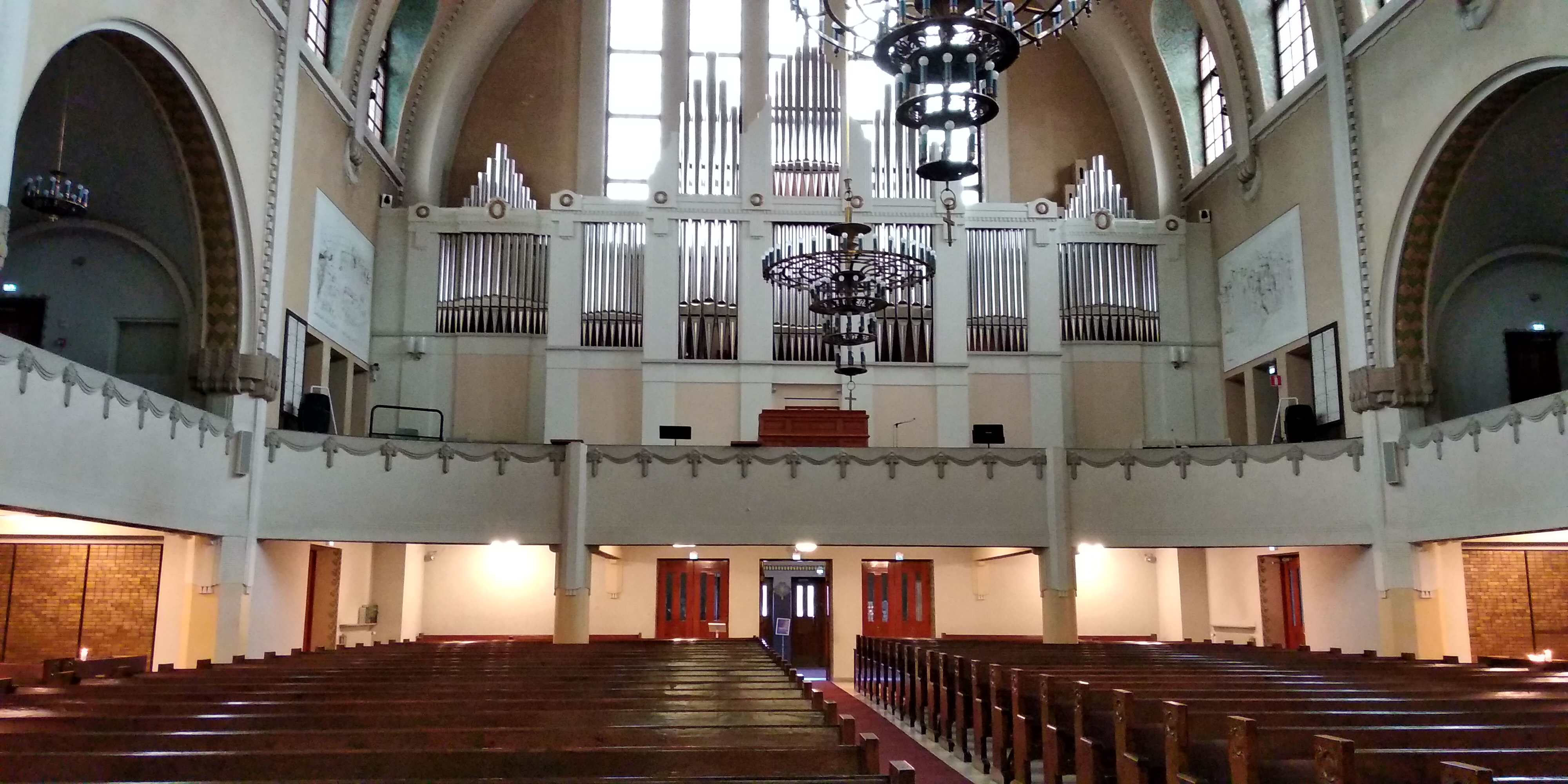
کلیسای کالیو تنها کلیسا در فنلاند است که ۲ ارگ دارد که یکی از آن‌ها مربوط به سبک باروک و دیگری ارگ فرانسوی مربوط به رومانتیسم است.